# Dwergleemhoed
De dwergleemhoed (Agrocybe pusiola) is een schimmel die behoort tot de familie Strophariaceae. Hij leeft saprotroof op de grond, soms op oude konijnenkeutels, in graslanden, op zandplaten, in de zeereep en op met mos begroeide plaatsen in de duinen. Hij komt ook zo nu en dan voor in loofbossen. Meestal is hij te vinden op voedselarme zandgrond of op voedselrijke zand- of kleibodem.

## Kenmerken

### Uiterlijke kenmerken
Hoed
De hoed heeft een diameter van 6-12 mm, is in het begin gewelfd maar wordt later vlakker. De kleur varieert van oker tot lichtbeige, met soms een bruinachtig centrum en een lichtgele rand. De hoed is droog en glad, soms met een dunne, gebarsten oppervlaktelaag, en wordt licht kleverig wanneer deze vochtig is. 
Lamellen
De lamellen zijn 14-17 in aantal, met 1-3 kleine lamellen tussen de langere, enigszins ver uit elkaar geplaatst. Ze zijn aanvankelijk lichtbruin-grijs en licht paarsachtig getint, later donkergeelbruin. 
Steel
De steel varieert in grootte (8-35 mm lang, 0,7-1,5 mm dik), is cilindrisch of licht verdikt aan de basis, en heeft witte rhizoiden aan de onderkant.
Geur
De geur is meelachtig en sterk wanneer doorgesneden.

### Microscopische kenmerken
De sporen zijn ellipsoïde tot subamandelvormig, lichtbruin van kleur en meten 7,3-9,3 × 4,4-4,8 µm. De basidia zijn 4-sporig, met gespen aan de basis en meten 28-36 × 5,8-9,0 µm. Pleurocystidia meten (29-)45-72 × 7-18 µm. Cheilocystidia variëren sterk in vorm en grootte. De trama van de lamellen is subregelmatig en bestaat uit hyfen van 3-14 µm breed. De cuticula van de hoed heeft onregelmatige, zijdelings uitschietende cellen en een dunne, gelatineuze laag met overblijfselen van hyfen. Sommige exemplaren vertonen zeldzame pileocystidia. De trama van de hoed bestaat uit hyfen van 5-12 µm breed en de steel heeft overgangen tussen slanke hyfeuiteinden en caulocystidia die lijken op cheilocystidia.

## Verspreiding
De dwergleemhoed komt voor in Europa, Noord-Amerika, de Aziatische gebieden van Rusland en Nieuw-Guinea. De meeste waarnemen komen uit Europa. In Nederland komt hij matig algemeen voor. Hij staat op de rode lijst in de categorie 'kwetsbaar'.